# Nokia Ghosthunters
I Nokia Ghosthunters sono stati una squadra di football americano di Nokia, in Finlandia, fondata nel 2006 e chiusa nel 2017.
La sezione femminile è confluita nel 2013 nei Tampere Saints.

## Dettaglio stagioni

### Tornei nazionali

#### Campionato

##### Naisten Vaahteraliiga
| Stagione | regular season | regular season | regular season | regular season | regular season | regular season | playoff | playoff | playoff | playoff | playoff | playoff    | playoff              |
|          | Vin            | Par            | Per            | Tot            | PF             | PS             | Vin     | Per     | Tot     | PF      | PS      | risultato  | avversaria           |
| -------- | -------------- | -------------- | -------------- | -------------- | -------------- | -------------- | ------- | ------- | ------- | ------- | ------- | ---------- | -------------------- |
| 2009     | 0              | 0              | 5              | 5              | 70             | 341            | -       | -       | -       | -       | -       | -          | -                    |
| 2010     | 1              | 0              | 4              | 5              | 60             | 259            | -       | -       | -       | -       | -       | -          | -                    |
| 2011     | 2              | 0              | 4              | 6              | 80             | 198            | 0       | 1       | 1       | 0       | 56      | Semifinale | Helsinki Roosters    |
| 2012     | 6              | 0              | 2              | 8              | 239            | 92             | 0       | 1       | 1       | 12      | 39      | Semifinale | Oulu Northern Lights |
| Totale   | 9              | 0              | 15             | 24             | 449            | 890            | 0       | 2       | 2       | 12      | 95      |            |                      |

Fonti: Enciclopedia del Football - A cura di Massimo Mezzetti

##### I-divisioona
| Stagione | regular season | regular season | regular season | regular season | regular season | regular season | playoff | playoff | playoff | playoff | playoff | playoff    | playoff              |
|          | Vin            | Par            | Per            | Tot            | PF             | PS             | Vin     | Per     | Tot     | PF      | PS      | risultato  | avversaria           |
| -------- | -------------- | -------------- | -------------- | -------------- | -------------- | -------------- | ------- | ------- | ------- | ------- | ------- | ---------- | -------------------- |
| 2011     | 1              | 0              | 7              | 8              | 139            | 241            | -       | -       | -       | -       | -       | -          | -                    |
| 2012     | 7              | 0              | 3              | 10             | 322            | 156            | 0       | 1       | 1       | 23      | 28      | Semifinale | Helsinki 69ers       |
| 2013     | 6              | 0              | 4              | 10             | 341            | 183            | 0       | 1       | 1       | 34      | 38      | Semifinale | Oulu Northern Lights |
| Totale   | 14             | 0              | 14             | 28             | 802            | 580            | 0       | 2       | 2       | 57      | 66      |            |                      |

Fonti: Enciclopedia del Football - A cura di Massimo Mezzetti

##### II-divisioona
| Stagione | regular season | regular season | regular season | regular season | regular season | regular season | playoff | playoff | playoff | playoff | playoff | playoff    | playoff          |
|          | Vin            | Par            | Per            | Tot            | PF             | PS             | Vin     | Per     | Tot     | PF      | PS      | risultato  | avversaria       |
| -------- | -------------- | -------------- | -------------- | -------------- | -------------- | -------------- | ------- | ------- | ------- | ------- | ------- | ---------- | ---------------- |
| 2007     | 1              | 0              | 5              | 6              | 54             | 218            | 0       | 1       | 1       | 2       | 13      | Wild Card  | Sipoo Bulldogs   |
| 2008     | 4              | 0              | 4              | 8              | 67             | 125            | 0       | 1       | 1       | 7       | 20      | Wild Card  | Vantaan TAFT     |
| 2009     | 5              | 0              | 3              | 8              | 235            | 96             | 2       | 1       | 3       | 55      | 48      | Finale     | Vantaan TAFT     |
| 2010     | 4              | 0              | 1              | 5              | 209            | 34             | 1       | 1       | 2       | 33      | 35      | Semifinale | Vaasa Vikings    |
| 2016     | 6              | 0              | 2              | 8              | 146            | 117            | 0       | 1       | 1       | 14      | 21      | Semifinale | Mikkeli Bouncers |
| 2017     | 0              | 0              | 8              | 8              | 32             | 336            | -       | -       | -       | -       | -       | -          | -                |
| Totale   | 20             | 0              | 23             | 43             | 743            | 926            | 3       | 5       | 8       | 111     | 137     |            |                  |

Fonti: Enciclopedia del Football - A cura di Massimo Mezzetti

##### III-divisioona (a 11 giocatori)
| Stagione | regular season | regular season | regular season | regular season | regular season | regular season | playoff | playoff | playoff | playoff | playoff | playoff   | playoff    |
|          | Vin            | Par            | Per            | Tot            | PF             | PS             | Vin     | Per     | Tot     | PF      | PS      | risultato | avversaria |
| -------- | -------------- | -------------- | -------------- | -------------- | -------------- | -------------- | ------- | ------- | ------- | ------- | ------- | --------- | ---------- |
| 2015     | 6              | 0              | 2              | 8              | 235            | 73             | 1       | 1       | 2       | 44      | 32      | Tinamalja | Pori Bears |
| Totale   | 6              | 0              | 2              | 8              | 235            | 73             | 1       | 1       | 2       | 44      | 32      |           |            |

Fonti: Enciclopedia del Football - A cura di Massimo Mezzetti

##### III-divisioona (a 7 giocatori)
| Stagione | regular season | regular season | regular season | regular season | regular season | regular season | playoff | playoff | playoff | playoff | playoff | playoff     | playoff    |
|          | Vin            | Par            | Per            | Tot            | PF             | PS             | Vin     | Per     | Tot     | PF      | PS      | risultato   | avversaria |
| -------- | -------------- | -------------- | -------------- | -------------- | -------------- | -------------- | ------- | ------- | ------- | ------- | ------- | ----------- | ---------- |
| 2011     | 1              | 0              | 3              | 4              | 55             | 144            | -       | -       | -       | -       | -       | Terzo posto | -          |
| 2013     | 3              | 0              | 1              | 4              | 78             | 54             | ?       | ?       | ?       | ?       | ?       | ?           | ?          |
| Totale   | 4              | 0              | 4              | 8              | 133            | 198            | ?       | ?       | ?       | ?       | ?       |             |            |

Fonti: Enciclopedia del Football - A cura di Massimo Mezzetti

##### IV-divisioona (a 7 giocatori)
| Stagione | regular season | regular season | regular season | regular season | regular season | regular season | playoff | playoff | playoff | playoff | playoff | playoff   | playoff       |
|          | Vin            | Par            | Per            | Tot            | PF             | PS             | Vin     | Per     | Tot     | PF      | PS      | risultato | avversaria    |
| -------- | -------------- | -------------- | -------------- | -------------- | -------------- | -------------- | ------- | ------- | ------- | ------- | ------- | --------- | ------------- |
| 2014     | 4              | 0              | 0              | 4              | 126            | 30             | 2       | 0       | 2       | 90      | 24      | Campioni  | Vaasa Vikings |
| Totale   | 4              | 0              | 0              | 4              | 126            | 30             | 2       | 0       | 2       | 90      | 24      |           |               |

Fonti: Enciclopedia del Football - A cura di Massimo Mezzetti

### Riepilogo fasi finali disputate
| Anno              | Luogo     | Evento                | Fase del torneo | Incontro                                  | Risultato |
| 18 agosto 2007    | Sipoo     | II-divisioona         | Wild Card       | Sipoo Bulldogs - Nokia Ghosthunters       | 13 - 2    |
| 2008              |           | II-divisioona         | Wild Card       | Nokia Ghosthunters - Vantaan TAFT         | 7 - 20    |
| 12 settembre 2009 | Vantaa    | II-divisioona         | Finale          | Vantaan TAFT - Nokia Ghosthunters         | 30 - 7    |
| 22 agosto 2010    | Vaasa     | II-divisioona         | Semifinale      | Vaasa Vikings - Nokia Ghosthunters        | 28 - 20   |
| 23 luglio 2011    | Helsinki  | Naisten Vaahteraliiga | Semifinale      | Helsinki Roosters - Nokia Ghosthunters    | 56 - 0    |
| 28 luglio 2012    | Oulu      | Naisten Vaahteraliiga | Semifinale      | Oulu Northern Lights - Nokia Ghosthunters | 39 - 12   |
| 11 agosto 2012    | Helsinki  | I-divisioona          | Semifinale      | Helsinki 69ers - Nokia Ghosthunters       | 28 - 23   |
| 18 agosto 2013    | Oulu      | I-divisioona          | Semifinale      | Oulu Northern Lights - Nokia Ghosthunters | 38 - 34   |
| 5 luglio 2014     | Rovaniemi | IV-divisioona         | Äijämalja       | Nokia Hunters - Vaasa Vikings             | 40 - 6    |
| 29 agosto 2015    | Pori      | III-divisioona        | Tinamalja       | Pori Bears - Nokia Ghosthunters           | 26 - 12   |
| 13 agosto 2016    | Nokia     | II-divisioona         | Semifinale      | Nokia Ghosthunters - Mikkeli Bouncers     | 14 - 21   |

## Palmarès
- 1 IV-divisioona (2014[3])